# Fərid Mansurov
Fərid Mansurov (Dmanisi, Azerbaiyán, 10 de mayo de 1982) es un deportista azerbaiyano especialista en lucha grecorromana donde llegó a ser campeón olímpico en Atenas 2004.

## Carrera deportiva
En los Juegos Olímpicos de 2004 celebrados en Atenas ganó la medalla de oro en lucha grecorromana de pesos de hasta 66 kg, por delante del luchador turco Şeref Eroğlu (plata) y del kazajo Mkhitar Manukyan (bronce).